# Phyllanthus umbricola
Phyllanthus umbricola är en emblikaväxtart som beskrevs av André Guillaumin. Phyllanthus umbricola ingår i släktet Phyllanthus och familjen emblikaväxter. Inga underarter finns listade i Catalogue of Life.